# Llista de topònims de Sant Pere Pescador
Llista de topònims (noms propis de lloc) del municipi de Sant Pere Pescador, a l'Alt Empordà
Informació actualitzada per un bot. Els canvis manuals es perdran quan s'actualitzi!

## carrer
| imatge | Nom              | Ubicat a           | instància de | Detalls | coordenades                                       | Protecció | Commons (més fotos)          | Dades a WD                    |
| ------ | ---------------- | ------------------ | ------------ | ------- | ------------------------------------------------- | --------- | ---------------------------- | ----------------------------- |
|        | Carrer Bon Aire  | Sant Pere Pescador | carrer       |         | 42° 11′ 14″ N, 3° 04′ 57″ E / 42.1871°N,3.0825°E  |           | Buildings in carrer Bon Aire | Modifica les dades a Wikidata |
|        | Carrer Cavallers | Sant Pere Pescador | carrer       |         | 42° 11′ 15″ N, 3° 04′ 58″ E / 42.1874°N,3.08282°E |           |                              | Modifica les dades a Wikidata |

## casa
| imatge | Nom                                  | Ubicat a           | instància de | Detalls                                  | coordenades                                                                             | Protecció                                  | Commons (més fotos)                                      | Dades a WD                    |
| ------ | ------------------------------------ | ------------------ | ------------ | ---------------------------------------- | --------------------------------------------------------------------------------------- | ------------------------------------------ | -------------------------------------------------------- | ----------------------------- |
|        | Ca l'Andreu                          | Sant Pere Pescador | casa         | Estil: arquitectura popular 20th century | 42° 11′ 12″ N, 3° 04′ 53″ E / 42.1866°N,3.08146°E ca:C. Princesa, 6 6 msnm              | bé integrant del patrimoni cultural català | Ca l'Andreu (Sant Pere Pescador)                         | Modifica les dades a Wikidata |
|        | Can Colom                            | Sant Pere Pescador | casa         | Estil: arquitectura popular 20th century | 42° 11′ 34″ N, 3° 04′ 56″ E / 42.192669°N,3.082353°E ca:C. Sant Sebastià, 25            | bé integrant del patrimoni cultural català | Can Colom (Sant Pere Pescador)                           | Modifica les dades a Wikidata |
|        | Can Cruset                           | Sant Pere Pescador | casa         | Estil: arquitectura popular              | 42° 11′ 13″ N, 3° 04′ 58″ E / 42.187058°N,3.08283°E ca:Carrer Bon Aire, 18              | bé integrant del patrimoni cultural català | Can Cruset                                               | Modifica les dades a Wikidata |
|        | Can Petit Mengol                     | Sant Pere Pescador | casa         | Estil: arquitectura popular 17th century | 42° 11′ 14″ N, 3° 04′ 55″ E / 42.1873°N,3.08193°E ca:C. Dr. Vidal Geli, 7               | bé integrant del patrimoni cultural català | Can Petit Mengol                                         | Modifica les dades a Wikidata |
|        | Can Sunyer                           | Sant Pere Pescador | casa         | Estil: arquitectura popular 17th century | 42° 11′ 18″ N, 3° 04′ 58″ E / 42.1884°N,3.08288°E ca:C. del Mar, 27-29 4 msnm           | bé integrant del patrimoni cultural català | Can Sunyer (Sant Pere Pescador)                          | Modifica les dades a Wikidata |
|        | Can Trona                            | Sant Pere Pescador | casa         | Estil: arquitectura popular 20th century | 42° 11′ 12″ N, 3° 04′ 56″ E / 42.1868°N,3.08213°E ca:Pl. Major, 9                       | bé integrant del patrimoni cultural català | Can Trona                                                | Modifica les dades a Wikidata |
|        | Casa del Doctor Josep Vidal Geli     | Sant Pere Pescador | casa         | Estil: arquitectura popular              | 42° 11′ 13″ N, 3° 04′ 56″ E / 42.187°N,3.08209°E ca:C. Dr. Vidal Geli, 2                | bé integrant del patrimoni cultural català |                                                          | Modifica les dades a Wikidata |
|        | Recó de Sant Pere                    | Sant Pere Pescador | casa         | Estil: arquitectura popular              | 42° 11′ 15″ N, 3° 04′ 56″ E / 42.187536°N,3.08225°E                                     | bé integrant del patrimoni cultural català |                                                          | Modifica les dades a Wikidata |
|        | Taller el Didal                      | Sant Pere Pescador | casa         | Estil: arquitectura popular              | 42° 11′ 14″ N, 3° 04′ 56″ E / 42.187148°N,3.082122°E                                    | bé integrant del patrimoni cultural català |                                                          | Modifica les dades a Wikidata |
|        | Vil·la Maria Lluïsa                  | Sant Pere Pescador | casa         | Estil: arquitectura popular              | 42° 11′ 12″ N, 3° 04′ 58″ E / 42.186608°N,3.082902°E                                    | bé integrant del patrimoni cultural català |                                                          | Modifica les dades a Wikidata |
|        | casa al carrer Bon Aire, 20          | Sant Pere Pescador | casa         | Estil: arquitectura popular              | 42° 11′ 14″ N, 3° 04′ 59″ E / 42.187193°N,3.08297°E                                     | bé integrant del patrimoni cultural català | Casa al carrer Bon Aire, 20                              | Modifica les dades a Wikidata |
|        | casa al carrer Bon Aire, 7           | Sant Pere Pescador | casa         | Estil: arquitectura popular              | 42° 11′ 13″ N, 3° 04′ 57″ E / 42.186944444444°N,3.0825°E                                | bé integrant del patrimoni cultural català |                                                          | Modifica les dades a Wikidata |
|        | casa al carrer Bon Aire, 8           | Sant Pere Pescador | casa         | Estil: arquitectura popular              | 42° 11′ 13″ N, 3° 04′ 57″ E / 42.186932°N,3.08237°E                                     | bé integrant del patrimoni cultural català |                                                          | Modifica les dades a Wikidata |
|        | casa al carrer Bonaire, 12           | Sant Pere Pescador | casa         | Estil: arquitectura popular              | 42° 11′ 13″ N, 3° 04′ 57″ E / 42.186986°N,3.082612°E                                    | bé integrant del patrimoni cultural català |                                                          | Modifica les dades a Wikidata |
|        | casa al carrer Cavallers, 14         | Sant Pere Pescador | casa         | Estil: arquitectura popular              | 42° 11′ 15″ N, 3° 04′ 59″ E / 42.187558°N,3.082982°E                                    | bé integrant del patrimoni cultural català |                                                          | Modifica les dades a Wikidata |
|        | casa al carrer Cavallers, 5          | Sant Pere Pescador | casa         | Estil: arquitectura popular              | 42° 11′ 15″ N, 3° 04′ 58″ E / 42.1875°N,3.0827777777778°E                               | bé integrant del patrimoni cultural català |                                                          | Modifica les dades a Wikidata |
|        | casa al carrer Doctor Vidal Geli, 17 | Sant Pere Pescador | casa         | Estil: arquitectura popular              | 42° 11′ 16″ N, 3° 04′ 55″ E / 42.187675°N,3.082068°E                                    | bé integrant del patrimoni cultural català |                                                          | Modifica les dades a Wikidata |
|        | casa al carrer Doctor Vidal Geli, 9  | Sant Pere Pescador | casa         | Estil: arquitectura popular 17th century | 42° 11′ 15″ N, 3° 04′ 55″ E / 42.187414°N,3.081965°E ca:C. Dr. Vidal Geli, 9            | bé integrant del patrimoni cultural català | Casa al carrer Doctor Vidal Geli, 9 (Sant Pere Pescador) | Modifica les dades a Wikidata |
|        | casa al carrer Girona, 24            | Sant Pere Pescador | casa         | Estil: arquitectura popular 16th century | 42° 11′ 20″ N, 3° 04′ 57″ E / 42.188841°N,3.082578°E ca:C. Girona, 24 5 msnm            | bé integrant del patrimoni cultural català | Casa al carrer Girona, 24 (Sant Pere Pescador)           | Modifica les dades a Wikidata |
|        | casa al carrer Sant Sebastià, 5-7    | Sant Pere Pescador | casa         | Estil: arquitectura popular              | 42° 11′ 21″ N, 3° 04′ 55″ E / 42.189171°N,3.081919°E                                    | bé integrant del patrimoni cultural català |                                                          | Modifica les dades a Wikidata |
|        | casa al carrer Serra Bullones, 11    | Sant Pere Pescador | casa         | Estil: arquitectura popular 17th century | 42° 11′ 14″ N, 3° 04′ 53″ E / 42.187343°N,3.081274°E ca:C. Serra de Bullones, 11 4 msnm | bé integrant del patrimoni cultural català | Casa al carrer Serra Bullones, 11 (Sant Pere Pescador)   | Modifica les dades a Wikidata |
|        | casa al carrer Serra Bullones, 13    | Sant Pere Pescador | casa         | Estil: arquitectura popular 16th century | 42° 11′ 15″ N, 3° 04′ 52″ E / 42.187532°N,3.081208°E ca:C. Serra Bullones, 13 4 msnm    | bé integrant del patrimoni cultural català | Casa al carrer Serra Bullones, 13 (Sant Pere Pescador)   | Modifica les dades a Wikidata |
|        | casa al carrer Serra Bullones, 6     | Sant Pere Pescador | casa         | Estil: arquitectura popular 17th century | 42° 11′ 15″ N, 3° 04′ 54″ E / 42.187424°N,3.081595°E ca:C. Serra Bullones, 6 5 msnm     | bé integrant del patrimoni cultural català | Casa al carrer Serra Bullones, 6 (Sant Pere Pescador)    | Modifica les dades a Wikidata |
|        | casa al carrer Serra Bullones, 8     | Sant Pere Pescador | casa         | Estil: arquitectura popular 17th century | 42° 11′ 15″ N, 3° 04′ 53″ E / 42.187469°N,3.081384°E ca:C. Serra Bullones, 8 5 msnm     | bé integrant del patrimoni cultural català | Casa al carrer Serra Bullones, 8 (Sant Pere Pescador)    | Modifica les dades a Wikidata |
|        | casa al carrer del Mar, 10           | Sant Pere Pescador | casa         | Estil: arquitectura popular              | 42° 11′ 15″ N, 3° 05′ 00″ E / 42.1875°N,3.0833333333333°E                               | bé integrant del patrimoni cultural català |                                                          | Modifica les dades a Wikidata |
|        | casa al carrer del Mar, 46           | Sant Pere Pescador | casa         | Estil: arquitectura popular              | 42° 11′ 21″ N, 3° 04′ 57″ E / 42.189166666667°N,3.0825°E                                | bé integrant del patrimoni cultural català |                                                          | Modifica les dades a Wikidata |
|        | casa al carrer del Mar, 7            | Sant Pere Pescador | casa         |                                          | 42° 11′ 15″ N, 3° 04′ 59″ E / 42.187396°N,3.08297°E                                     | bé integrant del patrimoni cultural català |                                                          | Modifica les dades a Wikidata |
|        | casa al carrer del Riu, 1            | Sant Pere Pescador | casa         | Estil: arquitectura popular 17th century | 42° 11′ 12″ N, 3° 04′ 56″ E / 42.186635°N,3.0822°E ca:C. del Riu, 1 6 msnm              | bé integrant del patrimoni cultural català | Casa al carrer del Riu, 1 (Sant Pere Pescador)           | Modifica les dades a Wikidata |
|        | casa al carrer del Riu, 3            | Sant Pere Pescador | casa         | Estil: arquitectura popular 17th century | 42° 11′ 12″ N, 3° 04′ 56″ E / 42.186604°N,3.082158°E ca:C. del Riu, 3 6 msnm            | bé integrant del patrimoni cultural català | Casa al carrer del Riu, 3 (Sant Pere Pescador)           | Modifica les dades a Wikidata |
|        | casal de Sant Pere Pescador          | Sant Pere Pescador | casa         | Estil: arquitectura popular              | 42° 11′ 17″ N, 3° 04′ 54″ E / 42.1881°N,3.08155°E ca:C. del Forn, 2                     | bé integrant del patrimoni cultural català | Casal de Sant Pere Pescador                              | Modifica les dades a Wikidata |
|        | habitatge al carrer de Cavallers, 10 | Sant Pere Pescador | casa         | Estil: arquitectura popular              | 42° 11′ 15″ N, 3° 04′ 58″ E / 42.187441°N,3.082825°E                                    | bé integrant del patrimoni cultural català |                                                          | Modifica les dades a Wikidata |

## entitat singular de població
| imatge | Nom                | Ubicat a           | instància de                                                                   | Detalls  | coordenades                                                 | Protecció | Commons (més fotos) | Dades a WD                    |
| ------ | ------------------ | ------------------ | ------------------------------------------------------------------------------ | -------- | ----------------------------------------------------------- | --------- | ------------------- | ----------------------------- |
|        | Bon Relax          | Sant Pere Pescador | entitat singular de població urbanització                                      | 237 hab  | 42° 11′ 00″ N, 3° 05′ 33″ E / 42.183444°N,3.092611°E 5 msnm |           |                     | Modifica les dades a Wikidata |
|        | Mas Sopes          | Sant Pere Pescador | entitat singular de població                                                   | 76 hab   | 42° 10′ 59″ N, 3° 06′ 12″ E / 42.183077°N,3.103317°E 4 msnm |           |                     | Modifica les dades a Wikidata |
|        | Sant Pere Pescador | Sant Pere Pescador | entitat singular de població ens local històric de Catalunya capital municipal | 1894 hab | 42° 11′ 18″ N, 3° 04′ 55″ E / 42.188471°N,3.0819°E 5 msnm   |           |                     | Modifica les dades a Wikidata |

## església
| imatge | Nom                                         | Ubicat a           | instància de | Detalls                                          | coordenades                                                                               | Protecció                                  | Commons (més fotos)                           | Dades a WD                    |
| ------ | ------------------------------------------- | ------------------ | ------------ | ------------------------------------------------ | ----------------------------------------------------------------------------------------- | ------------------------------------------ | --------------------------------------------- | ----------------------------- |
|        | capella de Sant Sebastià                    | Sant Pere Pescador | església     | Estil: arquitectura popular 20th century         | 42° 11′ 30″ N, 3° 04′ 57″ E / 42.1916°N,3.08252°E ca:Ctra. de Castelló a Sant Pere 3 msnm | bé integrant del patrimoni cultural català | Capella de Sant Sebastià (Sant Pere Pescador) | Modifica les dades a Wikidata |
|        | església de Sant Pere de Sant Pere Pescador | Sant Pere Pescador | església     | Estil: arquitectura barroca arquitectura popular | 42° 11′ 18″ N, 3° 04′ 55″ E / 42.188314°N,3.081969°E ca:Pl. de l'Església                 | bé cultural d'interès local                | Església de Sant Pere Pescador                | Modifica les dades a Wikidata |

## font
| imatge | Nom                                       | Ubicat a           | instància de | Detalls                                  | coordenades                                                                              | Protecció                                  | Commons (més fotos)                         | Dades a WD                    |
| ------ | ----------------------------------------- | ------------------ | ------------ | ---------------------------------------- | ---------------------------------------------------------------------------------------- | ------------------------------------------ | ------------------------------------------- | ----------------------------- |
|        | font al carrer del Mar - carrer del Carme | Sant Pere Pescador | font         | Estil: arquitectura popular 20th century | 42° 11′ 17″ N, 3° 04′ 59″ E / 42.187922°N,3.083152°E ca:C. del Mar - c. del Carme 5 msnm | bé integrant del patrimoni cultural català | Font al carrer del Mar - carrer del Carme   | Modifica les dades a Wikidata |
|        | font de la plaça Major                    | Sant Pere Pescador | font         | Estil: arquitectura popular 19th century | 42° 11′ 13″ N, 3° 04′ 55″ E / 42.186815°N,3.081891°E ca:Plaça Major 6 msnm               | bé integrant del patrimoni cultural català | Font de la plaça Major (Sant Pere Pescador) | Modifica les dades a Wikidata |

## granja
| imatge | Nom               | Ubicat a           | instància de | Detalls | coordenades                                                         | Protecció | Commons (més fotos) | Dades a WD                    |
| ------ | ----------------- | ------------------ | ------------ | ------- | ------------------------------------------------------------------- | --------- | ------------------- | ----------------------------- |
|        | Granja Pou        | Sant Pere Pescador | granja       |         | 42° 12′ 05″ N, 3° 04′ 58″ E / 42.201488843654°N,3.08264708220007°E  |           |                     | Modifica les dades a Wikidata |
|        | Granja d'en Cantí | Sant Pere Pescador | granja       |         | 42° 12′ 21″ N, 3° 04′ 27″ E / 42.2057545749029°N,3.07426987406901°E |           |                     | Modifica les dades a Wikidata |
|        | Granja d'en Font  | Sant Pere Pescador | granja       |         | 42° 11′ 38″ N, 3° 04′ 46″ E / 42.1938537033237°N,3.07946390706999°E |           |                     | Modifica les dades a Wikidata |

## masia
| imatge | Nom                 | Ubicat a           | instància de | Detalls                                              | coordenades | Protecció                                  | Commons (més fotos)            | Dades a WD                    |
| ------ | ------------------- | ------------------ | ------------ | ---------------------------------------------------- | --- | ------------------------------------------ | ------------------------------ | ----------------------------- |
|        | Can Ceret           | Sant Pere Pescador | masia        | Estil: arquitectura popular 17th century             | 42° 11′ 13″ N, 3° 05′ 00″ E / 42.187047°N,3.083244°E ca:C. del Mar, 1 4 msnm                                              | bé integrant del patrimoni cultural català | Can Ceret (Sant Pere Pescador) | Modifica les dades a Wikidata |
|        | Can Clarà           | Sant Pere Pescador | masia        | Estil: arquitectura popular 16th century             | 42° 11′ 07″ N, 3° 04′ 49″ E / 42.185182°N,3.080188°E ca:Camí de la Mota 6 msnm                                            | bé integrant del patrimoni cultural català | Can Clarà (Sant Pere Pescador) | Modifica les dades a Wikidata |
|        | Can Compte          | Sant Pere Pescador | masia        |                                                      | 42° 10′ 49″ N, 3° 04′ 00″ E / 42.180309853107°N,3.0666801313805°E                                                         |                                            |                                | Modifica les dades a Wikidata |
|        | Can Cristià         | Sant Pere Pescador | masia        |                                                      | 42° 10′ 37″ N, 3° 06′ 29″ E / 42.1768892894193°N,3.1081151563569°E                                                        |                                            |                                | Modifica les dades a Wikidata |
|        | Can Martinet        | Sant Pere Pescador | masia        |                                                      | 42° 11′ 34″ N, 3° 06′ 15″ E / 42.19289067668°N,3.1042382436725°E                                                          |                                            |                                | Modifica les dades a Wikidata |
|        | Can Mas             | Sant Pere Pescador | masia        | Estil: arquitectura popular                          | 42° 10′ 33″ N, 3° 05′ 44″ E / 42.1759°N,3.09549°E ca:Camí del Cortal de la Vila                                           | bé integrant del patrimoni cultural català |                                | Modifica les dades a Wikidata |
|        | Can Pipa            | Sant Pere Pescador | masia        |                                                      | 42° 12′ 25″ N, 3° 05′ 16″ E / 42.2068889224845°N,3.08766933426388°E                                                       |                                            |                                | Modifica les dades a Wikidata |
|        | Can Poc             | Sant Pere Pescador | masia        |                                                      | 42° 11′ 00″ N, 3° 05′ 09″ E / 42.1834288178712°N,3.0857357150775°E                                                        |                                            |                                | Modifica les dades a Wikidata |
|        | Can Primfolla       | Sant Pere Pescador | masia        |                                                      | 42° 11′ 07″ N, 3° 06′ 29″ E / 42.1852651645622°N,3.1081778657403°E                                                        |                                            |                                | Modifica les dades a Wikidata |
|        | Can Roca            | Sant Pere Pescador | masia        |                                                      | 42° 10′ 48″ N, 3° 05′ 57″ E / 42.1800856917815°N,3.09909945224469°E                                                       |                                            |                                | Modifica les dades a Wikidata |
|        | Casa d'en Simó      | Sant Pere Pescador | masia        |                                                      | 42° 10′ 53″ N, 3° 03′ 52″ E / 42.1812541554957°N,3.06452965777359°E                                                       |                                            |                                | Modifica les dades a Wikidata |
|        | Cortal de la Vila   | Sant Pere Pescador | masia        |                                                      | 42° 10′ 14″ N, 3° 06′ 16″ E / 42.1704981369259°N,3.10446003615217°E                                                       |                                            |                                | Modifica les dades a Wikidata |
|        | Mas Can Caramany    | Sant Pere Pescador | masia        |                                                      | 42° 08′ 54″ N, 3° 06′ 30″ E / 42.1482307216627°N,3.10829633182027°E                                                       |                                            |                                | Modifica les dades a Wikidata |
|        | Mas Costa           | Sant Pere Pescador | masia        |                                                      | 42° 09′ 07″ N, 3° 05′ 08″ E / 42.1520777068387°N,3.08549973494311°E                                                       |                                            |                                | Modifica les dades a Wikidata |
|        | Mas Delfí           | Sant Pere Pescador | masia        | Estil: arquitectura popular                          | 42° 10′ 29″ N, 3° 05′ 39″ E / 42.1747°N,3.09413°E ca:Ctra. de Sant Pere al Riuet                                          | bé integrant del patrimoni cultural català |                                | Modifica les dades a Wikidata |
|        | Mas Fages           | Sant Pere Pescador | masia        | Estil: arquitectura popular                          | 42° 10′ 38″ N, 3° 05′ 40″ E / 42.1773°N,3.09457°E ca:Camí del Cortal de la Vila                                           | bé integrant del patrimoni cultural català |                                | Modifica les dades a Wikidata |
|        | Mas Nera            | Sant Pere Pescador | masia        |                                                      | 42° 11′ 24″ N, 3° 06′ 29″ E / 42.1900027588295°N,3.10791950537404°E                                                       |                                            |                                | Modifica les dades a Wikidata |
|        | Mas Pastelles       | Sant Pere Pescador | masia        |                                                      | 42° 12′ 34″ N, 3° 04′ 44″ E / 42.209348°N,3.078846°E                                                                      |                                            |                                | Modifica les dades a Wikidata |
|        | Mas Roquera         | Sant Pere Pescador | masia        |                                                      | 42° 11′ 11″ N, 3° 05′ 19″ E / 42.186263679801°N,3.08856119967142°E                                                        |                                            |                                | Modifica les dades a Wikidata |
|        | Mas Serradar        | Sant Pere Pescador | masia        |                                                      | 42° 11′ 42″ N, 3° 05′ 34″ E / 42.1950505031713°N,3.09284892510694°E                                                       |                                            |                                | Modifica les dades a Wikidata |
|        | Mas Sopes           | Sant Pere Pescador | masia        | Estil: arquitectura popular 18th century             | 42° 10′ 57″ N, 3° 06′ 11″ E / 42.1824°N,3.10296°E ca:C. del Garbi - c. de Tarradellas, Parc Residencial d'Empúries 3 msnm | bé integrant del patrimoni cultural català | Mas Sopes                      | Modifica les dades a Wikidata |
|        | Mas Vidal           | Sant Pere Pescador | masia        |                                                      | 42° 11′ 39″ N, 3° 05′ 30″ E / 42.1940698429614°N,3.09156366072799°E                                                       |                                            |                                | Modifica les dades a Wikidata |
|        | Mas d'en Caramany   | Sant Pere Pescador | masia        | Estil: arquitectura popular 20th century             | 42° 08′ 52″ N, 3° 06′ 31″ E / 42.1477°N,3.10855°E ca:A tocar el nucli de Sant Martí d'Empúries 1 msnm                     | bé integrant del patrimoni cultural català | Mas Can Caramany               | Modifica les dades a Wikidata |
|        | Mas de Guillem Joan | Sant Pere Pescador | masia        | Estil: Renaixement arquitectura popular 16th century | 42° 11′ 15″ N, 3° 04′ 57″ E / 42.1874°N,3.08258°E ca:C. Cavallers, 6 6 msnm                                               | bé integrant del patrimoni cultural català | Mas de Guillem Joan            | Modifica les dades a Wikidata |
|        | el Cortal Gran      | Sant Pere Pescador | masia        | Estil: arquitectura popular                          | 42° 10′ 07″ N, 3° 05′ 36″ E / 42.1687°N,3.09324°E ca:Al sud-oest del nucli urbà, ctra. al Riuet i Sant Martí d'Empúries   | bé integrant del patrimoni cultural català |                                | Modifica les dades a Wikidata |
|        | el Cortal Nou       | Sant Pere Pescador | masia        | Estil: arquitectura popular                          | 42° 10′ 48″ N, 3° 05′ 36″ E / 42.180097°N,3.093259°E                                                                      | bé integrant del patrimoni cultural català |                                | Modifica les dades a Wikidata |
|        | el Cortal Vell      | Sant Pere Pescador | masia        |                                                      | 42° 12′ 15″ N, 3° 04′ 51″ E / 42.2040569279288°N,3.08085763085089°E                                                       |                                            |                                | Modifica les dades a Wikidata |
|        | les Botigues        | Sant Pere Pescador | masia        |                                                      | 42° 11′ 05″ N, 3° 05′ 49″ E / 42.184791404829°N,3.0969591128216°E                                                         |                                            |                                | Modifica les dades a Wikidata |

## platja
| imatge | Nom                                   | Ubicat a           | instància de                                 | Detalls                 | coordenades                                                             | Protecció | Commons (més fotos)                   | Dades a WD                    |
| ------ | ------------------------------------- | ------------------ | -------------------------------------------- | ----------------------- | ----------------------------------------------------------------------- | --------- | ------------------------------------- | ----------------------------- |
|        | platja de Cal Cristià                 | Sant Pere Pescador | platja                                       |                         | 42° 10′ 36″ N, 3° 06′ 39″ E / 42.17675469423951°N,3.1109298423180225°E  |           |                                       | Modifica les dades a Wikidata |
|        | platja de Can Martinet                | Sant Pere Pescador | platja                                       |                         | 42° 11′ 37″ N, 3° 06′ 38″ E / 42.19373830989888°N,3.1105290052731975°E  |           |                                       | Modifica les dades a Wikidata |
|        | platja de Can Nera                    | Sant Pere Pescador | platja                                       |                         | 42° 11′ 21″ N, 3° 06′ 37″ E / 42.18921297819293°N,3.110376275383935°E   |           |                                       | Modifica les dades a Wikidata |
|        | platja de Can Sopa                    | Sant Pere Pescador | platja                                       |                         | 42° 10′ 58″ N, 3° 06′ 38″ E / 42.182663°N,3.110588°E                    |           | Platja de Can Sopa                    | Modifica les dades a Wikidata |
|        | platja de Sant Pere Pescador          | Sant Pere Pescador | platja platja d'arena daurada platja nudista | Llarg: 6400m Ample: 90m | 42° 10′ 58″ N, 3° 06′ 39″ E / 42.1829°N,3.1107°E                        |           | Platja de Sant Pere Pescador          | Modifica les dades a Wikidata |
|        | platja de la Gola                     | Sant Pere Pescador | platja                                       |                         | 42° 11′ 55″ N, 3° 06′ 38″ E / 42.1987°N,3.1105°E                        |           | Platja de la Gola                     | Modifica les dades a Wikidata |
|        | platja del Cortal de la Devesa        | Sant Pere Pescador | platja                                       |                         | 42° 09′ 44″ N, 3° 06′ 46″ E / 42.16215°N,3.11278°E                      |           | Platja del Cortal de la Devesa        | Modifica les dades a Wikidata |
|        | platja del Cortal de la Vila          | Sant Pere Pescador | platja platja nudista                        |                         | 42° 10′ 13″ N, 3° 06′ 42″ E / 42.170369587154056°N,3.1117578850448213°E |           |                                       | Modifica les dades a Wikidata |
|        | platja del Riuet (Sant Pere Pescador) | Sant Pere Pescador | platja platja nudista                        |                         | 42° 08′ 51″ N, 3° 06′ 56″ E / 42.147624°N,3.115549°E                    |           | Platja del Riuet (Sant Pere Pescador) | Modifica les dades a Wikidata |

## pont
| imatge | Nom                        | Ubicat a           | instància de | Detalls          | coordenades                                                         | Protecció | Commons (més fotos) | Dades a WD                    |
| ------ | -------------------------- | ------------------ | ------------ | ---------------- | ------------------------------------------------------------------- | --------- | ------------------- | ----------------------------- |
|        | Pont de Sant Pere Pescador | Sant Pere Pescador | pont         | Travessa: Fluvià | 42° 11′ 15″ N, 3° 05′ 06″ E / 42.1876262620688°N,3.08509953727923°E |           |                     | Modifica les dades a Wikidata |
|        | Pont del Rec Sirvent       | Sant Pere Pescador | pont         |                  | 42° 12′ 30″ N, 3° 05′ 06″ E / 42.2081967564434°N,3.08512714113927°E |           |                     | Modifica les dades a Wikidata |

## zona humida
| imatge | Nom                | Ubicat a           | instància de | Detalls | coordenades                                                        | Protecció | Commons (més fotos) | Dades a WD                    |
| ------ | ------------------ | ------------------ | ------------ | ------- | ------------------------------------------------------------------ | --------- | ------------------- | ----------------------------- |
|        | Goles de Sant Pere | Sant Pere Pescador | zona humida  |         | 42° 11′ 43″ N, 3° 06′ 27″ E / 42.1954°N,3.1075°E                   |           |                     | Modifica les dades a Wikidata |
|        | estany Sirvent     | Sant Pere Pescador | zona humida  |         | 42° 12′ 14″ N, 3° 06′ 08″ E / 42.203967890383°N,3.10215302324159°E |           |                     | Modifica les dades a Wikidata |

## Misc
| imatge | Nom                                       | Ubicat a | instància de                                    | Detalls                                                          | coordenades | Protecció                                            | Commons (més fotos)              | Dades a WD                    |
| ------ | ----------------------------------------- | --- | ----------------------------------------------- | ---------------------------------------------------------------- | --- | ---------------------------------------------------- | -------------------------------- | ----------------------------- |
|        | Ajuntament de Sant Pere Pescador          | Sant Pere Pescador                                                                                            | casa consistorial                               | Estil: arquitectura popular 19th century                         | 42° 11′ 17″ N, 3° 04′ 55″ E / 42.1881°N,3.08193°E ca:C. Verge del Portalet, 10 4 msnm                                | bé integrant del patrimoni cultural català           | Ajuntament de Sant Pere Pescador | Modifica les dades a Wikidata |
|        | CEIP Llagut                               | Sant Pere Pescador                                                                                            | edifici escolar                                 | Estil: arquitectura popular 20th century                         | 42° 11′ 20″ N, 3° 05′ 04″ E / 42.188907°N,3.084552°E ca:C. de les Escoles 4 msnm                                     | bé integrant del patrimoni cultural català           | CEIP Llagut                      | Modifica les dades a Wikidata |
|        | Casa Caramany                             | Sant Pere Pescador                                                                                            | castell                                         | Estil: arquitectura popular                                      | 42° 11′ 19″ N, 3° 04′ 55″ E / 42.1886°N,3.08194°E ca:Pl. de l'Església, 5                                            | bé d'interès cultural bé cultural d'interès nacional | Casa Caramany                    | Modifica les dades a Wikidata |
|        | Fluvià                                    | Comarques gironines província de Girona                                                                       | curs d'aigua                                    | Desemboca: mar Mediterrània Llarg: 70km Conca: 973.8km²          | 42° 05′ 36″ N, 2° 27′ 33″ E / 42.0934°N,2.4591°E 42° 12′ 07″ N, 3° 06′ 38″ E / 42.2019°N,3.1106°E 2 msnm             |                                                      | Fluvià                           | Modifica les dades a Wikidata |
|        | Illa de Caramany                          | Sant Pere Pescador                                                                                            | illa fluvial                                    | Superfície: 57.91ha                                              | 42° 11′ 35″ N, 3° 05′ 41″ E / 42.193°N,3.0948°E                                                                      |                                                      |                                  | Modifica les dades a Wikidata |
|        | Muralles de Sant Pere Pescador            | Sant Pere Pescador                                                                                            | muralla urbana                                  | Estil: arquitectura popular 14th century                         | 42° 11′ 19″ N, 3° 04′ 54″ E / 42.1887°N,3.08174°E ca:C. del Forn - c. Verge del Portalet                             | bé d'interès cultural bé cultural d'interès nacional | Muralles de Sant Pere Pescador   | Modifica les dades a Wikidata |
|        | Parc natural dels Aiguamolls de l'Empordà | Castelló d'Empúries l'Armentera l'Escala Palau-saverdera Pau Peralada Roses Sant Pere Pescador Pedret i Marzà | àrea protegida                                  | 1983-10-28 Superfície: 4749.84ha                                 | 42° 13′ 12″ N, 3° 06′ 26″ E / 42.219872222222°N,3.1072111111111°E 42° 11′ 36″ N, 3° 06′ 25″ E / 42.19333°N,3.10694°E | Espai Ramsar                                         | Aiguamolls de l'Empordà          | Modifica les dades a Wikidata |
|        | Sala Nova                                 | Sant Pere Pescador                                                                                            | edifici                                         |                                                                  | 42° 11′ 14″ N, 3° 04′ 55″ E / 42.18716°N,3.08205°E                                                                   | bé cultural d'interès local                          |                                  | Modifica les dades a Wikidata |
|        | San Pedro Pescador                        | Sant Pere Pescador                                                                                            | vèrtex geodèsic                                 |                                                                  | 42° 10′ 56″ N, 3° 05′ 29″ E / 42.182302°N,3.091464°E 44.072 msnm                                                     |                                                      |                                  | Modifica les dades a Wikidata |
|        | cementiri de Sant Pere Pescador           | Sant Pere Pescador                                                                                            | cementiri                                       | Estil: arquitectura popular 20th century                         | 42° 11′ 23″ N, 3° 04′ 17″ E / 42.189615°N,3.071316°E ca:Crta. a Vilamacolum 4 msnm                                   | bé integrant del patrimoni cultural català           | Cementiri de Sant Pere Pescador  | Modifica les dades a Wikidata |
|        | el Riuet                                  | Sant Pere Pescador                                                                                            | nucli de població                               |                                                                  | 42° 08′ 39″ N, 3° 06′ 41″ E / 42.144249825819°N,3.1114196040386°E                                                    |                                                      |                                  | Modifica les dades a Wikidata |
|        | golf de Roses                             | Alt Empordà                                                                                                   | golf                                            |                                                                  | 42° 11′ 00″ N, 3° 11′ 00″ E / 42.183333°N,3.183333°E                                                                 |                                                      | Gulf of Roses                    | Modifica les dades a Wikidata |
|        | mar Mediterrània                          | | mar interior mar mediterrani conca hidrogràfica | Superfície: 2500000km² Profunditat: 5267 1541m Volum: 3839000km³ | 38° N, 17° E / 38°N,17°E 0 msnm                                                                                      |                                                      | Mediterranean Sea                | Modifica les dades a Wikidata |